# Đăk Long, Đăk Hà
Đăk Long là một xã thuộc huyện Đăk Hà, tỉnh Kon Tum, Việt Nam.

## Địa lý
Xã Đăk Long nằm ở phía bắc của huyện Đăk Hà, cách trung tâm huyện 20 km, có vị trí địa lý:
- Phía đông giáp xã Đăk Hring và xã Đăk Pxi
- Phía tây giáp huyện Đăk Tô
- Phía nam giáp xã Đăk Hring và huyện Đăk Tô
- Phía bắc giáp xã Đăk Pxi và huyện Đăk Tô.

Xã Đăk Long có diện tích 58 km², dân số năm 2019 là 3.795 người, mật độ dân số đạt 65 người/km².

## Hành chính
Xã Đăk Long được chia thành 7 thôn đến năm 2020 xã sáp nhập lại các thôn đến nay trên địa bàn xã có 5 thôn gồm: Thôn Tua Team, Thôn Pa Cheng, Thôn Đăk Xế Kơ Ne, thôn Kon Teo Đăk Lấp và thôn Kon Đao Yôp. Trung tâm Hành chính xã đặt tại thôn Pa Cheng.

## Lịch sử
Trước năm 2013, địa bàn xã Đăk Long là một phần của các xã Đăk Pxi, Đăk Hring.
Ngày 20 tháng 12 năm 2013, Chính phủ ban hành Nghị quyết 126/NQ-CP về việc điều chỉnh địa giới hành chính để thành lập mới 2 xã thuộc huyện Đắk Hà, 3 xã thuộc huyện Sa Thầy và mở rộng địa giới hành chính phường Ngô Mây thuộc thành phố Kon Tum, tỉnh Kon Tum. Theo đó, thành lập xã Đăk Long trên cơ sở:
- Điều chỉnh 3.000 ha diện tích tự nhiên, 3.125 nhân khẩu của xã Đăk Hring
- Điều chỉnh 2.800 ha diện tích tự nhiên, 1.276 nhân khẩu của xã Đăk Pxi.

Xã Đăk Long có 5.800 ha diện tích tự nhiên và 4.401 nhân khẩu. Theo kết quả rà soát năm 2020 xã Đăk Long có tổng diện tích tự nhiên là 6029ha.